# Tayanna
Tetyana Mykhaylivna Reshetnyak (tiếng Ukraina: Тетяна Михайлівна Решетняк; sinh ngày 29 tháng 9 năm 1984), có nghệ danh là Tayanna (tất cả in hoa), là một nữ ca sĩ, diễn viên và nhạc sĩ sáng tác bài hát người Ukraina.

## Cuộc đời và sự nghiệp

### Đầu đời
Tetyana Mykhaylivna Reshetnyak sinh ra ở thành phố Chernivtsi. Năm tám tuổi, cha mẹ thuyết phục cô tới trường nhạc để theo học lớp đàn phong cầm, song khoảng một năm sau thì cô bỏ học. Năm 13 tuổi, Tatiana bắt đầu học thanh nhạc, lúc đầu là học theo nhóm, rồi sau học từng bài riêng. Năm 2001, trong một lần ghé qua Lviv, Tatyana có cơ hội được biểu diễn trong nhóm trước sự xuất hiện của Giáo hoàng John Paul. Sự kiện quan trọng đầu tiên đối với cô là chuyến đi đến Skadovsk để dự liên hoan Đại hội Biển Đen, cô kết thúc sự kiện với vị trí thứ ba. Tatyana có ba người em trai, trong đó hai người em sinh đôi là thợ làm mứt kẹo, còn một người cũng làm ca sĩ - Misha Marvin đã thành danh với nghề ca sĩ ở Ukraina. Cha mẹ cô là Natalia và Mikhail. Năm Tatyana 18 tuổi, cô kết hôn với nhà sản xuất Dmitry Klimashenko.

### 2008–2011:Hot Chocolate
Năm 2008, Tatyana trở thành thành viên của nhóm nhạc nữ Hot Chocolate (Горячий Шоколад). Ba năm sau, cô quyết định chia tay Dmitry Klimashenko. Dmitry không chấp nhận nổi quyết định của cô nên anh đã loại Tatyana khỏi nhóm nhạc nữ và ép cô trả 50.000 đô la Mỹ (USD).

### 2014–2016:Holos Krainy
Năm 2014, Reshetnyak tham gia mùa bốn của chương trình Holos Krainy (Голос країни), nhưng chẳng có huấn luyện viên nào xoay ghế lại chọn cô. Mùa hè cùng năm ấy, cô phát hành video âm nhạc (MV) cho bài hát "Znayu i veryu" (Знаю и верю). Năm 2015, cô trở lại Holos Krainy, cô khiến cho tất cả huấn luyện phải quay ghế lại ở vòng thi giấu mặt, với tiết mục biểu diễn bài hát truyền thống Ukraina "Kray miy ridnyy kray" (Край мій рідний край). Reshetnyak chọn Potap làm huấn luyện viên của mình và tiến tới trận chung kết cuối cùng của mùa năm, cô giành vị trí á quân chỉ thua Anton Kopitin trong trận siêu-chung kết.

### 2017–nay:Vidbirvà các dự án khác
Năm 2017, Tayanna tham gia vòng tuyển chọn quốc gia Vidbir 2017 để chọn thí sinh dự Eurovision Song Contest 2017 với bài hát "I Love You". Tuy có được tổng điểm bằng với O.Torvald ở vị trí quán quân, cô lại không đạt đủ điểmb bầu chọn qua truyền hình nên không thể đại diện cho Ukraina dự Eurovision 2017.
Ngày 17 tháng 11 năm 2017, cô phát hành album thứ hai "Trymay mene (Тримай мене)" - dự án mà cô hợp tác với nhà sản xuất Alan Badoev. Album gồm bảy bài hát bằng tiếng Ukraina. Tháng 12 năm 2017, Tayanna biểu diễn ca khúc "Skoda (Шкода)" tại chương trình âm nhạc thường niên M1 Music Awards 2017 của Ukraina và cô đã giành giải "Proryv (Прорив року)" của năm.
Tháng 12 năm 2018, Tayanna tham gia Vidbir 2018 với bài hát "Lelya (Леля)", đây là lần thử sức thứ hai để cô đại diện Ukraina dự thi Eurovision Song Contest. Tuy được xem là ứng viên sáng giá, cô lại kết thúc ở vị trí thứ hai do thua Mélovin một điểm.
Mùa thu năm 2018, cô thực hiện chuyến lưu diễn ở Ukraina. Ngày 19 tháng 5 năm 2018, cô được mời tới tham dự lễ trao giải Golden Firebird Awards, tại đây cô nhận được giải "Video clip của năm" và "Ca sĩ của năm". Ngày 10 tháng 12 năm, cô làm khách mời đặc biệt tại Woman of the third millennium Awards, tại sự kiện này cô trình bày đĩa đơn mới "Fantastychna zhinka (Фантастична жінка)" và nhận giải ở hạng mục "Rating".
Tháng 11 năm 2018, Tayanna thông báo cô sẽ một lần nữa thử sức để đại diện Ukraina dự thi Eurovision Song Contest. Ngày 10 tháng 1 năm 2019, cô lọt đến vòng bán kết của Vidbir 2019 với bài hát "Ochi (Eyes)". Ngày 22 tháng 1, Tayanna thông báo qua tài khoản mạng xã hội của mình rằng cô từ chối tiếp tục tham vòng tuyển chọn quốc gia của Ukraina. Ngày 8 tháng 2, cô phát hành ca khúc mà cô định dùng để tham gia vòng tuyển chọn quốc gia, đại diện Ukraina dự thi Eurovision Song Contest 2019 ở Tel Aviv, Israel.
Tháng 5 năm 2021, cô được công bố là người phát ngôn của Ukraina cho Eurovision Song Contest 2021, người đọc điểm của ban giám khảo trong trận chung kết quốc gia.

## Danh sách đĩa nhạc

### Album phòng thu
- 9 песен из жизни ("9 songs of life") (2016)
- Тримай мене ("Hold me") (2017)

### EP
- TAYANNA. Портреты ("Portraits") (2016)

### Đĩa đơn
- "Я или она" ("Me or she") với Lavika (2014)
- "Только Ты" ("Only You") (2014)
- "Самолёты" ("Airplanes") (2014)
- "Обними" ("Hug") (2014)
- "Любви больше нет" ("There is no more love") (2014)
- "Знаю и верю" ("I know and believe") (2014)
- "Забудь" ("Forget") (2014)
- "Если ты ждёшь" ("If you're waiting") (2014)
- "Дышим" ("Breathe") (2014)
- "Pretty Lie" với Lavika (2014)
- "I Am the One" (2014)
- "Да!" ("Yes") (2015)
- "9 жизней" ("9 lives") (2015)
- "Осень" ("Autumn") (2016)
- "I Love You" (2017)
- "Шкода" ("It's a shame") (2017)
- "Квітка" ("Flower") (2017)
- "Леля" ("Lelya") (2018)
- "Фантастична жiнка" ("Fantastic woman") (2018)
- "Очі" ("Eyes") (2019)
- "Як плакала вона" ("How she cried") (2019)
- "Мурашки" ("Creepy") (2019)
- "Ейфорія" ("Euphoria") (2020)
- "Жіноча cила" ("Female strength") (2020)
- "Плачу і сміюся" ("I cry and laugh") (2020)
- "Вийди на свiтло" ("Come to light") (2020)
- "100 днiв" ("100 days") (2020)